# Baie de genièvre

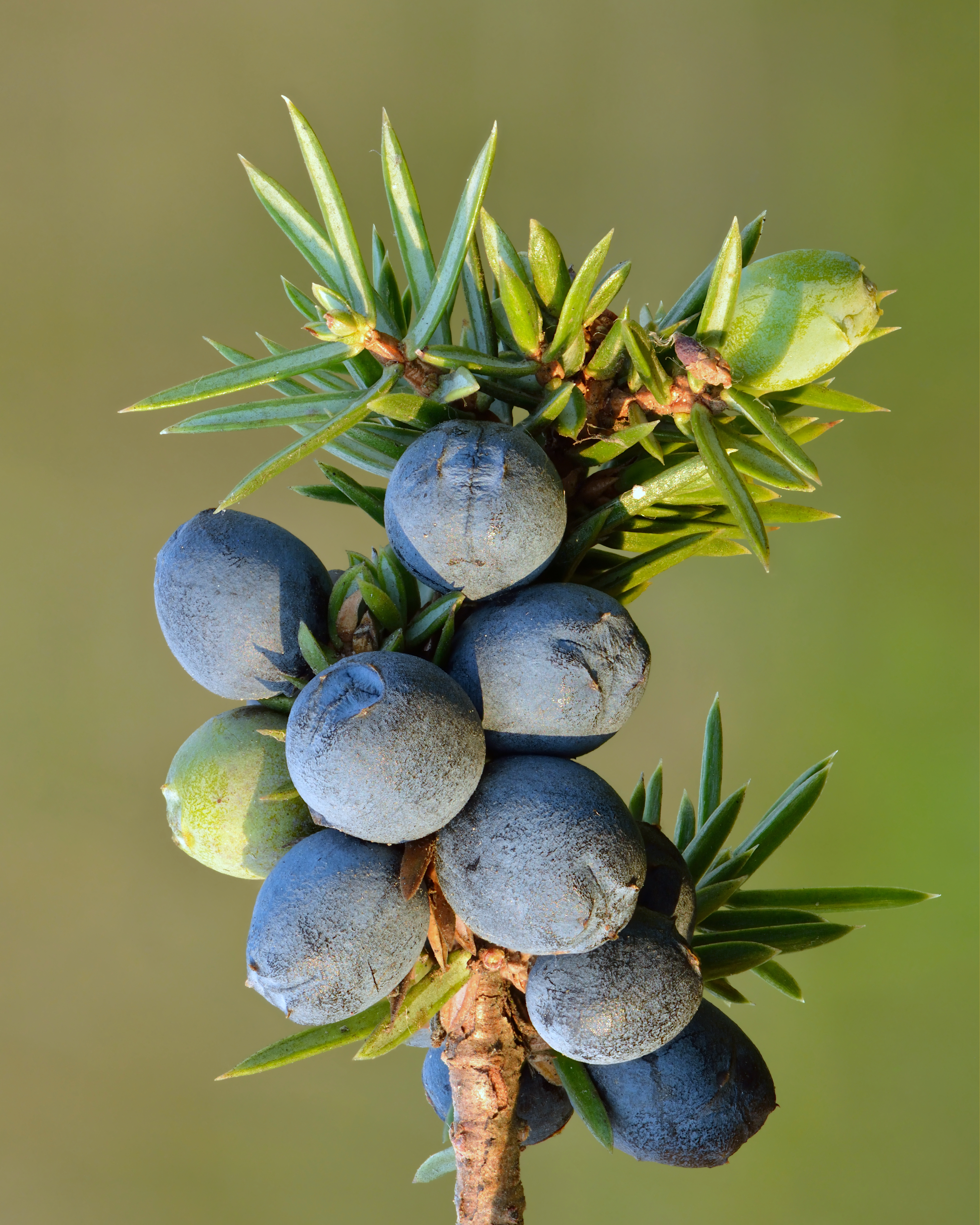
Baies de genièvre encore attachées à une branche.

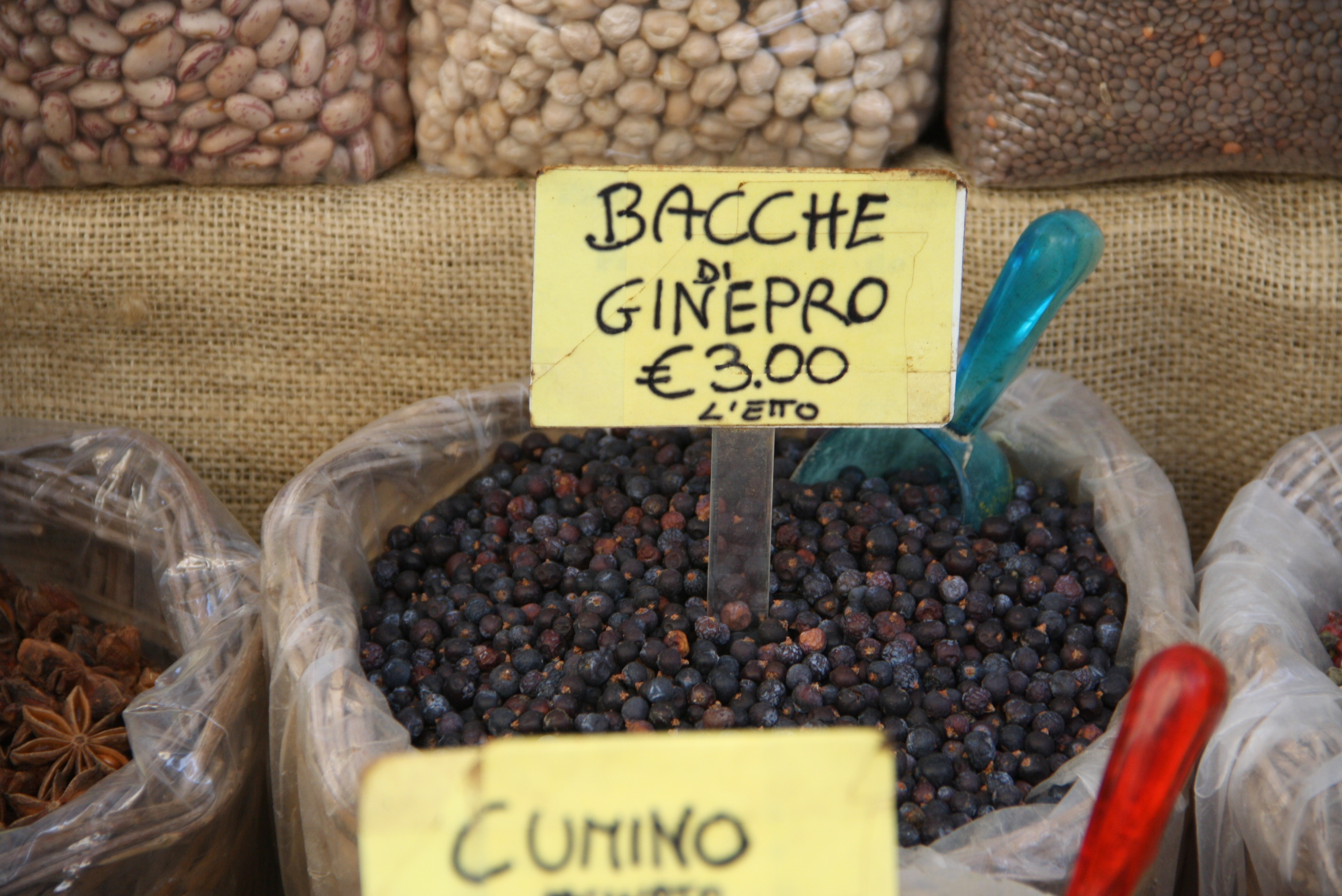
Baies de genièvre séchées sur un marché à Syracuse (Sicile).

La baie de genièvre, appelée aussi baie de genévrier, est un galbule d'un bleu pruineux produit par les différentes espèces de genévriers.
Il ne s'agit pas à proprement parler d'une baie, mais d'un galbule exceptionnellement charnu et façonné, ce qui a pour conséquence de lui donner l'apparence d'une baie (pseudo-baie). Au sommet, le galbule laisse apparaître trois écailles ovulifères.
Les galbules appartiennent à plusieurs espèces, en particulier Juniperus communis, qui sont utilisés comme épice dans la cuisine européenne. 

## Utilisations

### Propriétés médicinales
Les baies préparées en infusion ont des effets anti-infectieux et antiseptiques (contre les rhumatismes et les infections urinaires), stomachiques et digestifs. Dans la médecine traditionnelle des Alpes occidentales, elles sont préparées sous forme d'une confiture amère appelée dzenevrà, terme dérivant du nom de cette plante en valdôtain, dzenévro.
Plus qu'un traitement des digestions très difficiles et des gaz intestinaux, elles sont ajoutées préventivement lors de la préparation des plats un peu lourds (pâtés, choucroute) afin de faciliter leur digestion.

### Épices
Les baies de genièvre sont aussi utilisées dans la fabrication du gin. La baie de genévrier est la seule épice provenant des conifères, bien que le goudron de Norvège et l'écorce intérieure des arbres de pin soient parfois considérés comme des épices[réf. nécessaire].